# Прва помоћ
Прва помоћ представља скуп мера и поступака којима се спасава живот и спречава даље погоршање здравља повређених и оболелих особа. Примењује се на лицу места или на безбедном одстојању од места настанка повреде или болести. Основни задатак прве помоћи је очување живота људи, односно да се унесрећена лица у што бољем стању и у што краћем временском периоду транспортују до одговарајуће медицинске установе (по могућству и најближе). Прва помоћ се разликује од стручне медицинске помоћи, а пружају је лекари, обучени спасиоци или лаици који су се задесили на месту несреће (а који би требало да буду обучени за пружање прве медицинске помоћи). 
Основни циљеви прве помоћи су: отклањање узрока који угрожавају живот повређених и оболелих особа, враћање унесрећених лица у живот, њихово збрињавање, обезбеђивање оптималног транспорта итд.

## Средства за прву помоћ
Средства за пружање прве помоћи се деле на стандардна, приручна и импровизована. 
Стандардна средства су индустријски произведена опрема и материјали који служе за заустављање крварења, превијање рана, имобилизацију повређених делова тела и сл. Овде спадају: разне врсте завоја, газе, ханзапласт, леукопласт, маказе, троугле мараме, тубуси, маске, рукавице, Шанцова крагна итд. Приручна и импровизована средства нису примарно намењена за пружање прве помоћи, али се често користе у недостатку или као допуна стандардним средствима. Ту спадају: комади разних тканина и одеће, шаторско крило, комади дрвета, метала итд.

## Преглед и тријажа
Преглед у првој помоћи служи за утврђивање стања унесрећених особа и врсте и стања њихових повреда и обољења. Пре тога се врши процена евентуалних опасности по унесрећене и спасиоце на месту несреће, сагледавају се околности на месту догађаја и утврђују сви фактори битни за спасавање живота и збрињавање повреда. Током прегледа се настоје избећи присутне опасности (струјни каблови, ватра, опасне материје, претеће зарушавање) и избегавају се превиди у процени општег стања и стања повреда унесрећених лица. Током прегледа се утврђује стање свести, виталне функције (дисање и рад срца) и врши се тзв. „детаљан преглед“ којим се траже скривене или тешко доступне отворене и затворене повреде.
Тријажа представља разврставање повређених и оболелих особа у одговарајуће групе. Ова фаза следи након прегледа, а разврставање се врши на основу врсте повреда, врсте и хитности потребних мера прве и стручне медицинске помоћи и на основу врсте и хитности транспорта. У зависности од тога постоје четири реда хитности за указивање прве помоћи и транспорт до медицинске установе. 
Први ред хитности чине: привидна смрт и бесвесна стања, стања праћена гушењем, спољашње и унутрашње крварење са знацима искрварености, повреде главе праћене несвестицом, отворене повреде телесних дупљи, краш повреде, болести и повреде које прате знакови акутног абдомена (упала слепог црева, прскање чира, повреде трбушних органа), тровања у почетној фази.
У други ред хитности спадају: крварења без знакова искрварености, отворени преломи костију и зглобова, обимније повреде меких ткива, тешке опекотине и смрзотине и повреде настале као последица зрачења.
У трећи ред хитности спадају: ране са слабим крварењем, опекотине до 40% површине тела, мање смрзотине и лакше повреде удружене са озрачењем.
Четврти ред хитности чине: повреде кичменог стуба и кичмене мождине, затворене повреде карлице, затворени преломи костију и уганућа и ишчашења зглобова.